# Tony Rosato
Pour les articles homonymes, voir Rosato.
Tony Rosato est un acteur et scénariste Italo-canadien, né le 26 décembre 1954 à Naples, (Italie), et mort le 10 janvier 2017 à Toronto, (Ontario).

## Filmographie

### comme acteur
- 1978 : L'Argent de la banque (The Silent Partner) : Person standing outside bank door being unlocked
- 1979 : Le Vainqueur (Running) : Italian Athelete
- 1980 : Les Motos sauvages (Hog Wild) : Bull
- 1981 : Utilities : Wendell
- 1981 : Improper Channels (en) d'Eric Till : Dr Arpenthaler
- 1975 : Saturday Night Live ("Saturday Night Live") (série TV) : Various (1981-1982)
- 1983 : Amanda's (série TV) : Aldo
- 1985 : Shellgame (TV) : Chuck
- 1986 : Busted Up : Irving Drayton
- 1986 : City of Shadows
- 1986 : Le Bras armé de la loi (One Police Plaza) (TV) : Sol
- 1986 : Separate Vacations : Harry Blender
- 1986 : Manhattan Connexion (Popeye Doyle) (TV) : Wise-ass Reporter
- 1986 : Seule contre la drogue (Courage) (TV) : Jellybean Pastori
- 1987 : La nuit tombe sur Manhattan (Hands of a Stranger) (TV) : Ligouri
- 1987 : Paire d'as ("Diamonds") (série TV) : Sergeant Lou Gianetti
- 1987 : Nightstick (TV) : Tony
- 1987 : Détective de mère en fille (Sadie and Son) (TV) : Morris
- 1988 : Scoop (Switching Channels) : Joker
- 1989 : Friends, Lovers, & Lunatics : Mat's Boss
- 1990 : Captain N & the Adventures of Super Mario Bros. 3 (série TV) : Luigi Mario (voix)
- 1990 : In Defense of a Married Man (TV) : Frank Ticelli
- 1991 : Un étrange rendez-vous (Mystery Date) : Sharpie
- 1991 : Captain N and the New Super Mario World (série TV) : Luigi (voix)
- 1992 : The Diamond Fleece (TV) : Cliff
- 1992 : The Good Fight (TV) : Philip Brown
- 1995 : Famille à l'essai (Rent-a-Kid) (TV) : Cliff Haber
- 1995 : Quitte ou double (Sugartime) (TV) : Frank Ferraro
- 1995 : Kissinger and Nixon (TV) : Charles Colson (Special Counsel to the President)

1995 Highlander Saison 3 épisode 11 Benny Carbassa
- 1996 : La Mort en héritage (The Conspiracy of Fear) (TV) : Jim Raintree
- 1996 : Seeds of Doubt : Nick Brand
- 1996 : The Haunting of Lisa (TV) : Dr. Perry Azzaro
- 1996 : Monster by Mistake (série TV) : Tom Patterson (voix)
- 1998 : Chienne de vie ! (In the Doghouse) (TV) : Tom Cheehak
- 1998 : Une famille à l'essai (Family Plan) : Cliff Haber
- 1999 : George and Martha (série TV) : Duke (voix)
- 1999 : Au secours, papa divorce (Coming Unglued) (TV) : Marty
- 2000 : The Accuser (série TV) : Robert Heath / Member 1 (voix)
- 2000 : Pelswick ("Pelswick") (série TV) : Quentin Eggert (voix)
- 2003 : Mafia Doctor (TV) : Det. Ralph Disanti

### comme scénariste
- 1987 : The Underachievers